# Безубяк, Владимир Иосифович
Владимир Иосифович Безубяк (укр. Володимир Йосипович Безуб'як; род. 23 марта 1957, Львов) — советский и украинский футболист, нападающий, тренер.

## Биография
Учился во львовской школе № 49, где занимался в секции по баскетболу. Играл в футбольном турнире «Кожаный мяч». Затем был приглашён в ДЮСШ-4, где тренером был Степан Нирко. По окончании школы поступал во Львовский государственный институт физической культуры (ЛГУФК), однако не прошёл по конкурсу.
Затем два года служил в армии в Сибирском военном округе. Вначале он должен был служить десантником в Прибалтике, однако мать была против. Она обратилась к начальнику военкомата и призналась, что отчим его отца проживает в Чикаго. Из-за этого Безубяк был отправлен служить в Красноярск. Там он играл в чемпионате края за местный «Текстильщик». Дважды выигрывал первенство округа по военному многоборью, за что был дважды награждён десятидневным отпуском. Во время службы заболел желтухой.
По возвращении во Львов поступил в институт физической культуры, который окончил. Завоевал место в студенческой сборной. Вместе с командой выиграл первенство Украины среди вузов.
В 1979 году вместе с Орестом Балем был приглашён во львовские «Карпаты». Его конкурентами за место на позиции нападающего были Степан Юрчишин, Григорий Батич и Владимир Дикий. Свой единственный матч в чемпионате СССР Безубяк провёл 17 апреля 1980 года против московского «Локомотива» (0:3). В игре дубля против ташкентского «Пахтакора» (3:2) оформил хет-трик. Сезон 1980 года стал последним для «Карпат» в высшей лиге советского футбола, после которого команда стала выступать в первой лиге. Первую половину 1981 года провёл в «Карпатах», сыграв в четырёх матчах первой лиги и двух матчей Кубка СССР.
В 1981 году Владимир Безубяк женился и ему нужна была квартира. Начальник хмельницкого «Подолья» Олег Вайнберг обещал предоставить ему собственное жильё. Однако отыграв несколько месяцев во второй лиге, квартиру не получил, после чего покинул команду. Затем выступал за львовскую команду КФК «Автомобилист» в первенстве УССР, хотя Ярослав Дмитрасевич его приглашал играть в Молдавии. Параллельно с этим стал работать преподавателем на кафедре футбола в институте физической культуры.
С 1985 года перешёл на работу детского тренера в школе львовских «Карпат», куда его рекомендовал Валентин Ходукин, и работал там в течение десяти лет. Его первым выпуском стали футболисты 1974 года рождения, среди которых были Юрий Вирт, Евгений Михайлив, Юрий Беньо, Олег Бойчишин, Владимир Сабодаш, Константин Лемишко и Даниил Рихард. В 1989 году его подпеченные стали победителями чемпионата Украины. В 1995 году вновь стал преподавателем во Львовском государственном университете физической культуры. Где среди его воспитанников были Олег Шкред, Евгений Лозинский, Тарас Петривский, Виталий Романюк, Владимир Бидловский, Олег Голодюк, Николай Морозюк и Андрей Радь.
Летом 2002 года стал главным тренером «Карпат-3», которые выступали во второй лиге Украины. Являлся главным тренером команды на протяжении двух сезонов. Летом 2003 года клуб стал называться «Галичина-Карпаты». По итогам сезона 2003/04 команда заняла 14 место из 16 команд и покинула розыгрыш второй лиги, прекратив своё существование. В сезоне 2004/05 возглавил вторую команду «Карпат» и привёл своих подопечных к бронзовым наградам второй лиги.
В 2005 году Юрий Дячук-Ставицкий пригласил Безубяка в тренерский штаб основной команды. В июне 2006 года главным тренером «Карпат» стал Александр Ищенко, Безубяк вошёл в его тренерский штаб. После отставки Ищенко Безубяк входил в тренерские штабы шести различных главных тренеров. Летом 2012 года возглавил команду «Карпат» до 19 лет.
В октябре 2012 года стал старшим тренером школы «Карпат». Ездил на стажировку в академию немецкого «Хоффенхайма». С июня по октябрь 2015 года возглавлял команду «Карпат» до 19 лет.
В январе 2016 года был назначен главным тренером «Карпат», однако пробыл в этой должности пять дней, после чего команду принял Олег Лужный. Безубяк вошёл в его тренерский штаб, он стал старшим тренером, а Лужный — главным. Безубяк занимался подготовкой команды, а Лужный не отвечал за результат и не занимался командой. Фактически командой руководил Безубяк, у которого не было диплома PRO. Задачей Безубяк было вывести команду в Лигу Европы.
Первая игра под его руководством завершилась ничьей с одесским «Черноморцем» (0:0). Всего Безубяк возглавлял «Карпаты» в десяти играх (2 победы, 3 ничьи и 5 поражений). Итогом стало финальное седьмое место и непопадание львовян в еврокубки, после чего Безубяк был уволен.
В июне 2016 года вошёл в тренерский штаб Валерия Яремченко. В июле 2016 года возглавлял дубль «Карпат», после чего перешёл на работу в академию клуба. В сентябре 2016 года юношеская команда под его руководством стала второй на турнире Albim Cup в Чехии.